# Средне-Правая Чесноковка
Средне-Правая Чесноковка — деревня в Кошкинском районе Самарской области в составе сельского поселения Нижняя Быковка.

## География
Находится на расстоянии примерно 10 километров по прямой на юго-восток от районного центра села Кошки.

## История
Основана эстонцами в начале 1840-х годов. На 1910 год  22 двора, 127 человек, все эстонцы, имелась лютеранская кирха.  

## Название
Свое название Чесноковка поселение получило от прямого перевода от название речек Аксумла , которая в свою очередь происходит от чувашского Уксăмлă что в переводе означает Чесночная, дабы берега этих рек были усеяны "диким чесноком".

## Население
Постоянное население составляло 26 человек (русские 92%) в 2002 году, 15 в 2010 году.